# Egykepolitika Kínában

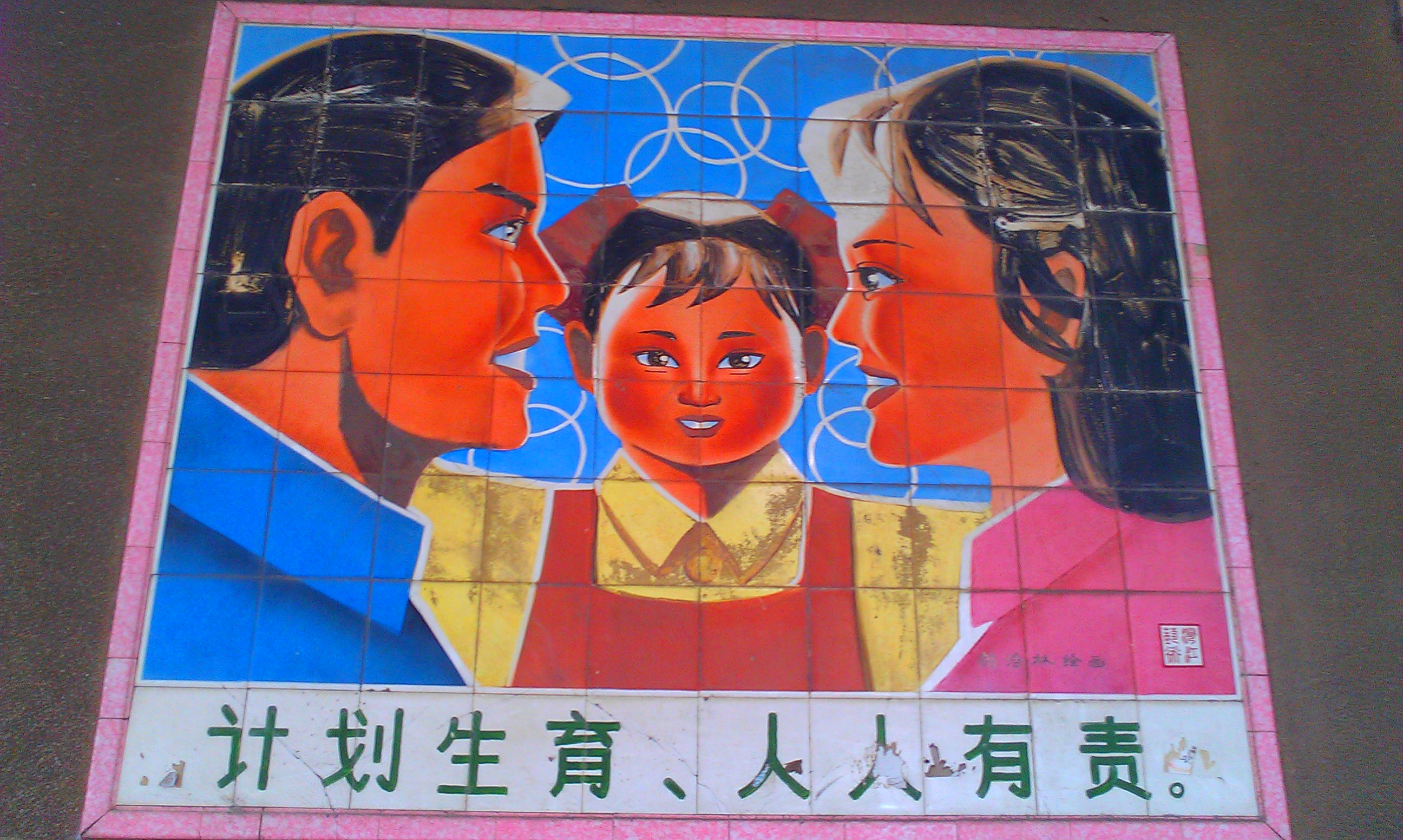
Egy propagandafestmény Kuangtung tartományban az egyetlen gyermeket nevelő nukleáris család eszméjét népszerűsíti

A születések alakulása Kínában 1950 és 2015 között

Az egygyermekes politika (kínaiul: 一孩政策; pinyin: Yī Hái Zhèngcè) kifejezés egy 1980 és 2015 között Kínában végrehajtott népességtervezési kezdeményezésre utal, amelynek célja az ország népességnövekedésének megfékezése volt azáltal, hogy sok családot egyetlen gyermekre korlátoztak. Ez a kezdeményezés egy sokkal szélesebb körű, a népességnövekedés megfékezésére irányuló erőfeszítés része volt, amely 1970-ben kezdődött és 2021-ben ért véget, egy fél évszázados program, amely magában foglalta a házasságkötés és a gyermekvállalás alsó korhatárát, a kétgyermekes korhatárt sok pár számára, a születések közötti minimális időintervallumot, a szigorú felügyeletet és a szabályok be nem tartásáért járó szigorú bírságokat. A programnak széleskörű társadalmi, kulturális, gazdasági és demográfiai hatásai voltak, bár az egygyermekes korlátozások hozzájárulása a tágabb programhoz vitatott.
Kína családtervezési politikáját a túlnépesedéstől való félelem kezdte alakítani az 1970-es években, és a tisztviselők megemelték a házassági korhatárt, valamint kevesebb és szélesebb körben történő születésre szólítottak fel. A túlnépesedés az állami tisztviselők szemében akadályozná a nemzetgazdaság fellendítésére és az emberek életszínvonalának javítására irányuló programjukat. 1980-ban egy teljes évtizednyi összehangolt erőfeszítés után szinte általános egygyermekes korlátozást vezettek be. Ezt aztán 1982-ben hivatalosan is beírták a Kínai Népköztársaság alkotmányába. Az alkotmányban foglaltak szerint a párok kötelesek betartani a családtervezés követelményeit. Minden család számára korlátozták, hogy csak egy gyermeket vállaljon. Később a lakosság bizonyos csoportjai számára engedélyeztek néhány kivételt. Az 1980-as évek közepén a vidéki szülők számára engedélyezték a második gyermek vállalását, ha az első gyermek lány volt. Néhány más csoport, köztük az etnikai kisebbségek számára is engedélyeztek kivételeket. 2015-ben a kormány eltörölte az összes megmaradt egygyermekes korlátozást, és bevezette a kétgyermekes korlátozást. Ezt 2021 májusában háromgyermekes korlátra lazították. 2021 júliusában az összes korlátot, valamint a túllépésért járó büntetéseket is eltörölték.
A politika végrehajtását országos szinten elsősorban a Nemzeti Népesedési és Családtervezési Bizottság, tartományi és helyi szinten pedig szakbizottságok kezelték. A tisztviselők átható propagandakampányokkal népszerűsítették a programot és ösztönözték a betartását. A szigor, amellyel a programot végrehajtották, koronként, régiónként és társadalmi státuszonként változott. Egyes esetekben a nőket fogamzásgátlásra, abortuszra és sterilizációra kényszerítették. A politikát megszegő családok nagy pénzbírságokkal és egyéb büntetésekkel, például elbocsátásokkal és a jövőbeli karrier korlátozásaival szembesültek.
A népességszabályozási programnak széleskörű társadalmi hatásai voltak, különösen a kínai nőkre nézve. A patriarchális hozzáállás és a fiúk kulturális preferálása a nem kívánt csecsemő lányok elhagyásához vezetett, akik közül néhányan meghaltak, másokat pedig külföldre adoptáltak. Idővel ez az ország nemi arányát a férfiak felé tolta el, és a "hiányzó nők" generációját hozta létre. Ez a politika azonban azt is eredményezte, hogy a nők, akik egyébként a gyermekneveléssel lettek volna elfoglalva, nagyobb arányban vettek részt a munkaerőpiacon, és egyes lányok oktatásába a család nagyobb mértékben fektettek be. Még a politika megszüntetése után is alacsonyabbak a születési ráták Kínában, mint a politika bevezetése előtt.
A Kínai Kommunista Párt a programnak tulajdonítja, hogy hozzájárult az ország gazdasági felemelkedéséhez, és azt állítja, hogy 400 millió születést akadályozott meg. Néhány tudós vitatja ezt a becslést, bár az ellenvetések az egygyermekes korlátozások hatására összpontosítanak.

## Háttér

Kína népessége 1950 óta

A Kínai Népköztársaság 1949-es megalapítása óta a szocializmus építése volt a legfőbb küldetés, amelyet az államnak teljesítenie kellett. A legfelsőbb állami vezetők úgy vélték, hogy a nagyobb népességszám hatékonyan hozzájárul a nemzeti erőfeszítésekhez.
Mao Ce-tung vezetése alatt Kínában a születési ráta 37 ezrelékről 20 ezrelékre csökkent. 1949-ben ezer születésenként 227-ről 1981-re 53 ezrelékre csökkent a csecsemőhalandóság, és a várható élettartam drámaian megnőtt, az 1948-as 35 év körüli értékről 1976-ra 66 évre. Az 1960-as évekig a kormány többnyire arra ösztönözte a családokat, hogy minél több gyermeket vállaljanak, különösen a Nagy ugrás Előre idején, mivel Mao úgy vélte, hogy a népességnövekedés erősíti az országot, ami megakadályozta a családtervezési programok megjelenését Kína fejlődésének korábbi szakaszában. Az állam ebben az időszakban igyekezett ösztönözni a több gyermekvállalást. Az olyan politikák, mint a Szovjetunióból származó "Anyahősnő" (kínaiul: 英雄母亲) a kommunista kormány egyik intézkedése volt. Ennek eredményeként a népesség az 1949-es 540 millió körüli értékről 1976-ra 940 millióra nőtt. 1970-től kezdve a polgárokat arra ösztönözték, hogy későbbi életkorban házasodjanak, és sokaknak csak két gyermekük lehetett.
Bár Kína termékenységi rátája az 1970-es években e korlátozások hatására gyorsabban csökkent, mint bárhol máshol a világon, a kínai kormány úgy vélte, hogy még mindig túl magas, amit befolyásolt az olyan szervezetek, mint a Római Klub és a Sierra Club által javasolt, a lehetséges túlnépesedési válságról szóló globális vita. A termékenységi ráta az 1950-es évekbeli 5,9-ről az 1970-es évekre 4,0-ra csökkent. Ennek ellenére a népesség még mindig jelentős mértékben nőtt. Kínában 1949-ben körülbelül 541 670 000 ember élt. Ez a szám 1969-re 806 710 000-re emelkedett.
Az 1970-es évek elején az állam bevezetett egy sor születéstervezési politikát. Ez főként a későbbi gyermekvállalást (kínaiul: 晚; pinyin: wǎn), az újabb gyermekek születése közötti hosszabb időt (kínaiul: 稀; pinyin: xī) és a kevesebb gyermek születését (kínaiul: 少; pinyin: shǎo) szorgalmazta. A hatóságok 1978-ban kezdték ösztönözni az egygyermekes családokat, 1979-ben pedig bejelentették, hogy az egygyermekes családok mellett kívánnak kiállni. Ma Yinchu, a kínai népességtervezési elmélet egyik megalapítója szintén a politika szellemi tervezője volt. 1979 késő tavaszán Chen Yun volt az első magas rangú vezető, aki az egygyermekes politikát javasolta.
1979. június 1-jén Chen Yun azt mondta:
"Xiannian elvtárs javasolta nekem a "jobb egy, legfeljebb kettő" tervezést. Én azt mondtam, hogy legyen szigorúbb, és írja elő, hogy "csak egy lehet". Készülj fel arra, hogy mások bírálni fognak az utódok levágásáért. De ha nem tesszük meg, a jövő borúsan néz ki."
Teng Hsziao-ping, Kína akkori legfőbb vezetője támogatta a politikát, más magas rangú vezetőkkel, köztük Hua Guofenggel és Li Xiannian-nal együtt. 1979. október 15-én Teng Pekingben találkozott a Felix Greene által vezetett brit delegációval, és azt mondta, hogy "mi egy gyermeket szorgalmazunk páronként. Gazdasági jutalmat adunk azoknak, akik megígérik, hogy csak egy gyermeket szülnek.".

## A politika megfogalmazása

### "Virtuális" népesedési válság
Kína népességének törvényszerű, folyamatos, gyors növekedése és a társadalomra gyakorolt nyilvánvaló hatásai ellenére Kínában nem volt valódi "népesedési válság". A tudósok, köztük Susan Greenhalgh szerint az állam szándékosan hozott létre egy virtuális népesedési válságot, hogy politikai célokat szolgáljon. Az állami promóciók szerint a fenyegető túlnépesedési válság tönkretenné a "Kína szocialista modernizációjának" megvalósítására irányuló nemzeti menetrendet, amely magában foglalja az ipart, a mezőgazdaságot, a nemzetvédelmet és a technológiát.
Kína hozzáállása a népességszabályozáshoz a fórumokon a globális színtéren a válság koholt jellegét bizonyította. Az 1960-as évek közepén, amikor a születésszabályozás globális mozgalmai megjelentek, a kínai küldöttek kifejezték a népességszabályozással szembeni ellenzéki álláspontjukat. Az ENSZ által szervezett első, 1969-ben Bukarestben tartott népesedési világkonferencián azt állították, hogy ez egy imperialista program, amelyet a nyugati országok kényszerítettek rá a harmadik világ országaira, és hogy a népesség nem meghatározó tényezője a gazdasági növekedésnek és egy ország jólétének. Mégis, amikor a hazai környezetre fordultak, az állam országos születésszabályozási programot kezdeményezett. Retorikájuk és cselekedeteik nem illettek egymáshoz, és felfedték az állam által támogatott "népesedési válság" törvénytelenségét, amely veszélyeztetheti Kína modernizációját.
Azt is feltételezik, hogy matematikai kifejezéseket, grafikonokat és táblázatokat használtak fel egy olyan meggyőző narratíva kialakítására, amely bemutatja a népesedési probléma sürgősségét, valamint igazolja a kötelező születésszabályozás szükségességét az egész országban. A kulturális forradalom korábbi traumái miatt a közvélemény és az állami felső vezetők a tudomány karizmájához fordultak, és néha vakon imádták azt, mint minden probléma megoldását. Így bármit, amit az úgynevezett tudományos alátámasztással lepleztek és díszítettek, mind a nép, mind az állam nagyra értékelt.
1979-ben kezdtek megjelenni olyan érvek, amelyek szerint a túl gyors népességnövekedés szabotálja a gazdaságot és rombolja a környezetet, és lényegében megakadályozza, hogy Kína a globális világ méltó tagja legyen. Ügyes és szándékos összehasonlításokat végeztek a fejlett és iparosodott országokkal, például az Amerikai Egyesült Államokkal, Japánnal és Franciaországgal. Egy ilyen összehasonlítás szerint Kína viszonylag alacsony egy főre jutó jövedelmét közvetlenül a népességnövekedésnek tulajdonítják, és semmilyen más tényezőnek. Bár az adatok igazak, az elrendezés és az olvasóknak való bemutatás módja mégis egy állam által meghatározott, kiemelt üzenetet közvetített, miszerint a népesedési probléma nemzeti katasztrófa, és azonnali orvoslásra van égető szükség.

### Kínai népességtudomány
Kína különösen híján volt a népességkutatáshoz szükséges adatoknak, készségeknek és állami támogatásnak. Mao lakossággal kapcsolatos ambivalens hozzáállása miatt az 1950-es évek végén megszüntették a népességkutatásokat. Ez nyomot hagyott Kína népesedéstörténetében. A tudósok nem rendelkeztek a népességkutatáshoz szükséges készségekkel, módszertannal és adatokkal. Mao halála után a családtervezés Kína nemzeti céljának elérésének kritikus elemévé és előfeltételévé vált. Vagyis "Kína szocialista modernizációjának" elérése, amely magában foglalja az ipar, a mezőgazdaság, a honvédelem és a technológia modernizálását. Ezért ezen a ponton a népességtudomány szorosan kapcsolódott és kötődött az állami politikához. Kínának újra kellett definiálnia a népesedést, mint tudományterületet, azonosítania kellett a népesedési problémát Kínában, és megoldást kellett javasolnia rá. Az ilyen erőfeszítésekbe sokféle hátterű embercsoportot vontak be. Különböző nézeteket vallottak arról, hogy mit kellene tenni a népesedési probléma megoldása érdekében, különböző szakterületekkel rendelkeztek, és Kína különböző intézményeiből érkeztek. E szakértők közül két csoportnak volt a legnagyobb befolyása a népesedési probléma meghatározására és megoldására. Ezek voltak a Liu Zheng (刘铮) által vezetett tudóscsoport és a Song Jian (宋健) által vezetett másik csoport. A kínai népesedéspolitikáról szóló széles körű vitába kétféle tudós és tudós került be. Liu csoportja főként társadalomtudományi, míg Song csoportja természettudományos háttérrel rendelkezett.

### Társadalomtudósok
Az 1970-es évek közepén a vitában részt vevő társadalomtudósok, köztük Liu Zheng (刘铮), Wu Cangping (邬沧萍), Lin Fude (林富德) és Zha Ruichuan (查瑞传) a népesedési probléma marxista megfogalmazását helyezték előtérbe. A problémát a "gazdasági és a demográfiai növekedés közötti egyensúlytalanságban" látták, és olyan észszerű politikát kívántak kialakítani, amely figyelembe veszi a társadalmi következményeket. Ezek a társadalomtudósok a társadalomtudományok, a statisztika, a genetika, a történelem és sok más területről érkeztek. Azonban nagyon korlátozottan jutottak hozzá az erőforrásokhoz a természettudósokhoz képest, akik 1978-ban kapcsolódtak be a népesedéspolitikai döntéshozatalba. Mivel a népességtudomány az 1950-es évektől kezdve tiltott volt, és csak 1979-ben került ki a „tiltott zónákból”, a két évtized között a népességtudomány nem haladt előre. Miután felszabadultak a korlátozások alól, a társadalmilag orientált tudósok nehezen tudtak részt venni a népesedési probléma társadalmilag orientált megvitatásában, mivel az intellektuális elszigeteltség, valamint a tudományos élet e területétől való 20 éves elszakadás miatt.

### Természettudósok
A természettudósok teljesen más szemszögből tekintettek a népesedési problémára. Őket az irányításelmélet használata és annak a tényleges politikára való alkalmazása érdekelte. A tudósoknak ez a csoportja nagyon kevés ismerettel rendelkezett a népesedési dimenzióról. A csoport vezetője, Song Jian (宋健), a repülőgépipari minisztérium irányításelméleti szakembere volt. Híres volt a rakétatudományban elért karrierjéről. Yu Jingyuan (于景元) és Li Guangyuan (李广元) a kibernetika területén képzett mérnökök voltak. A társadalomtudósokhoz képest a természettudósok e csoportjának számos előnye volt. A maoista időszakban politikai védelemben részesültek a nemzetvédelemben és a technológiában betöltött fontos szerepük miatt. Hozzáférésük volt a nyugati tudományokhoz is. Végül fontos szerepet vállaltak a népesedési modell vizsgálatában, valamint az egygyermekes politika részleteinek megtervezésében. A kontrollelméletet arra használták, hogy az embereket úgy irányítsák, mint a tárgyakat. A kvantitatív kutatások és elemzések után pedig megmutatták a legfelsőbb állami vezetőknek, hogy az egyetlen megoldás egy olyan politika lenne, amely "minden párt arra ösztönöz, hogy csak egy gyermeket vállaljon, függetlenül az egyénre és a társadalomra háruló költségektől."

### A Song csoport részvételével kapcsolatos érvek
Bár a fenti szakaszokban Greenhalgh egy nemrégiben megjelent és gyakran ismételt értelmezése azt állítja, hogy Jian volt az egygyermekes politika központi tervezője, és hogy ő "eltérítette" a népesedéspolitikai döntéshozatali folyamatot, ezt az állítást több vezető tudós, köztük Liang Zhongtang (梁中堂), az egygyermekes korlátozások egyik vezető belső kritikusa és a csengtui megbeszélések szemtanúja is cáfolta, "az egygyermekes politika ötlete a párton belüli vezetőktől származott, nem pedig a tudósoktól, akik bizonyítékokat kínáltak fel annak alátámasztására." A központi tisztviselők már 1979-ben döntöttek az egygyermekes korlátozás mellett, mielőtt Song munkájáról tudomást szereztek volna, és amikor 1980-ban értesültek munkájáról, már szimpatikusnak tűntek az álláspontja iránt. Ráadásul, még ha Song munkája meg is győzte őket arról, hogy 1980-ban folytassák az egyetemes egygyermekes korlátozásokkal, a politikát alig öt évvel később "1,5"-gyermekes politikává lazították, és ez az a politika, amelyet azóta is "egygyermekes politikaként" tévesen tüntetnek fel. Ezért félrevezető azt sugallni, hogy Jian volt a politika kitalálója vagy kidolgozója.
1980-ban a központi kormány találkozót szervezett Chengduban, hogy megvitassák az egygyermekes korlátozások sebességét és hatályát. 1980-ban a chengdui találkozó egyik résztvevője európai látogatása során két nagy hatású könyvet olvasott a népesedési problémákról, A növekedés határai és A túlélés tervezete címűeket. Ez a tisztviselő, Song Jian, több társával együtt megállapította, hogy Kína ideális népessége 700 millió fő, és hogy e cél eléréséhez általános, mindenkire kiterjedő egygyermekes politikára lenne szükség. Továbbá Song és csoportja kimutatta, hogy ha a termékenységi ráta változatlanul 3 születés/nő marad, Kína népessége 2060-ra meghaladja a 3 milliárdot, 2080-ra pedig a 4 milliárdot. A tervet (amelyet családtervezési politikának is neveztek) a párton belüli kritikák ellenére 1980. szeptember 18-án ideiglenes intézkedésként hivatalosan is bevezették. A terv szerint a családoknak egy-egy gyermeket kellett vállalniuk, hogy megfékezzék az akkoriban rohamosan növekvő népességet és enyhítsék a társadalmi, gazdasági és környezeti problémákat Kínában.

## Története
Az egygyermekes politikát eredetileg "egygenerációs politikának" tervezték. Tartományi szinten hajtották végre, és a végrehajtás változó volt; egyes tartományokban lazább korlátozások voltak. Az egygyermekes korlátot a sűrűn lakott városi területeken érvényesítették a legszigorúbban. Amikor ezt a politikát először bevezették, 6,1 millió olyan család, amely már szült egy gyermeket, megkapta az "egygyermekes tiszteletjegyeket". Ez egy olyan fogadalom volt, amellyel biztosítaniuk kellett, hogy nem vállalnak több gyermeket.
1980-tól kezdődően a hivatalos politika rugalmasságot biztosított a helyi tisztviselőknek, hogy kivételt tegyenek, és engedélyezzék a második gyermeket "gyakorlati nehézségek" esetén (például olyan esetekben, amikor az apa rokkant katona), vagy amikor mindkét szülő egyedülálló gyermek volt, és néhány tartományban más kivételeket is kidolgoztak a politikába. A legtöbb területen a családok kérvényezhették a második gyermek vállalását, ha az első gyermekük lány volt. Továbbá a fogyatékkal élő gyermekes családok esetében eltérő politikát alkalmaztak, és azok a családok, amelyek első gyermeke testi fogyatékosságban, mentális betegségben vagy értelmi fogyatékosságban szenved, több gyermeket vállalhattak. A második gyermekekre azonban néha a születési időközök (általában 3 vagy 4 év) betartása volt a feltétel. A tengerentúli országokban született gyermekek nem számítottak bele a politikába, ha nem kaptak kínai állampolgárságot. A külföldről hazatérő kínai állampolgároknak engedélyezték a második gyermek vállalását. Szecsuán tartomány bizonyos háttérrel rendelkező párok számára mentességet engedélyezett. Egy becslés szerint az egygyermekes politika fennállásának végére a szülők legalább 22 módon kaphattak kivételt a törvény alól. 2007-ben a lakosságnak csak 36%-a tartozott a szigorú egygyermekes korlátozás hatálya alá. 53%-uknak engedélyezték a második gyermek vállalását, ha az első gyermekük lány volt; a kínai párok 9,6%-ának nemtől függetlenül két gyermeket engedélyeztek; 1,6%-nak - főként a tibetieknek - pedig egyáltalán nem volt korlátja.

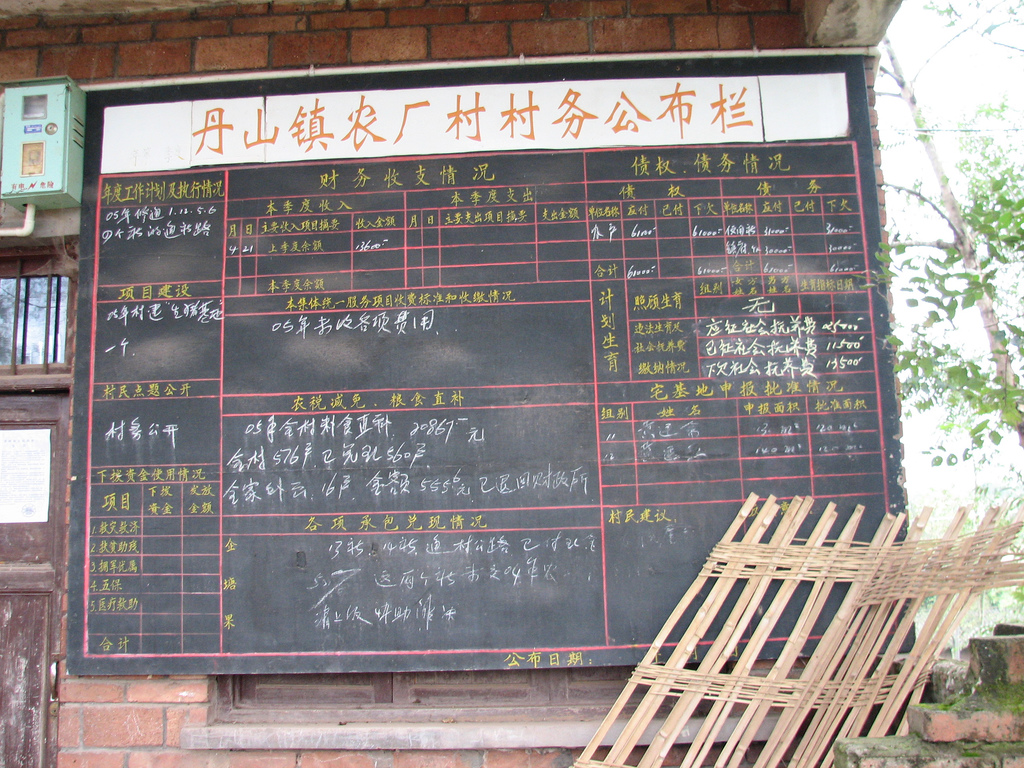
A Szecsuán tartománybeli Danshan Nongcsang falu népeinek közérdekű közleménytáblája 2005 szeptemberében megjegyezte, hogy 2005-ben 25 000 RMB szociális kártérítési díjjal tartoztak. Eddig 11 500 RMB-t gyűjtöttek be, így további 13 500 RMB-t kellett még beszedni

A 2008-as szecsuani földrengést követően Szecsuánban új kivételt jelentettek be a szabályozás alól azon szülők számára, akik a földrengésben elvesztették gyermeküket. Hasonló kivételeket korábban a súlyosan fogyatékos vagy elhunyt gyermekek szülei számára tettek. Az emberek úgy is megpróbálták kijátszani a politikát, hogy Hongkongban szültek második gyermeket, de legalábbis a Guangdongban élők esetében az egygyermekes politikát akkor is érvényesítették, ha a szülés Hongkongban vagy külföldön történt.
Kína etnikai kisebbségekkel szembeni pozitív diszkriminációs politikájának megfelelően minden nem han etnikai csoportra más törvények vonatkoznak, és általában két gyermeket vállalhattak a városi területeken, vidéken pedig három vagy négy gyermeket. A vidéki városokban élő han kínaiaknak szintén két gyermek vállalása volt megengedett. Az ilyen párok, valamint azok miatt, akik egyszerűen csak bírságot (vagy "társadalmi fenntartási díjat") fizettek azért, hogy több gyermeket vállaljanak, a szárazföldi Kína általános termékenységi rátája 2011-ben közel 1,4 gyermek volt egy nőre vetítve.
2010. január 6-án a korábbi Nemzeti Népesedési és Családtervezési Bizottság kiadta a "nemzeti népességfejlesztés" 12. ötéves tervét.

## Hatásai

### A születéskori nemek arányában mutatkozó egyenlőtlenségek
Az újszülöttek nemi aránya (a férfi és női születések között) a szárazföldi Kínában elérte a 117:100 arányt, és 2000 és 2013 között stabilizálódott, mintegy 10%-kal magasabb, mint az alapérték, amely 103:100 és 107:100 között mozog. Az 1981-es 108:100-ról - a természetes alapvonal határán - 1990-re 111:100-ra emelkedett. 2020-ban a Nemzeti Népesedési és Családtervezési Bizottság jelentése szerint 30 millióval több férfi lesz, mint nő, ami potenciálisan társadalmi instabilitáshoz, és udvarlással motivált kivándorláshoz vezethet. A nemek közötti egyenlőtlenségre hivatkozott 30 milliós szám azonban valószínűleg erősen eltúlzott, mivel a születési statisztikákat torzítják a késői regisztrációk és a be nem jelentett születések: a kutatók például azt találták, hogy a nők későbbi életszakaszban lévő népszámlálási statisztikái nem egyeznek a születési statisztikákkal.
A születéskori nemek arányának eltérése drámaian megnő az első születés után, amelyre vonatkozóan az 1980 és 1999 közötti 20 éves intervallumban az arányok folyamatosan a természetes alapvonalon belül maradtak. Úgy tűnik tehát, hogy a párok nagy többsége elfogadja az első terhesség kimenetelét, akár fiú, akár lány lesz. Ha az első gyermek lány, és lehetőségük van második gyermeket vállalni, akkor a párok rendkívüli lépéseket tesznek annak érdekében, hogy a második gyermek fiú legyen. Ha egy párnak már van két vagy több fiú gyermeke, akkor a magasabb paritású szülések nemi aránya határozottan a nőies irányba tolódik el. Ez a demográfiai bizonyíték arra utal, hogy bár a családok nagyra értékelik a fiú utódok születését, gyakran felmerül egy másodlagos norma, miszerint lányt kell szülni, vagy a gyermekek neme között egyensúlyt kell teremteni. Zeng 1993-ban beszámolt egy 1990-es népszámláláson alapuló tanulmányról, amelyben 100 lányra mindössze 65-70 fiú jutott 100 olyan családban született gyermek esetében, ahol már két vagy több fiú született. Anderson és Silver (1995) tanulmánya hasonló mintázatot talált mind a han, mind a nem han nemzetiségűek körében Hszincsiang tartományban: a magas paritású szüléseknél a lányok erős preferenciája olyan családokban, ahol már két vagy több fiú született. Ezt a tendenciát, hogy a magas paritású szüléseknél a lányokat előnyben részesítik azok a párok, ahol már születtek fiúk, később Coale és Banister is megállapította, akik szintén azt sugallták, hogy ha egy pár elérte a fiúk számával kapcsolatos célját, akkor sokkal valószínűbb, hogy "leállási magatartást" is tanúsít, azaz, abbahagyják a további gyermekvállalást.
A hosszú távú egyenlőtlenség a nemek arányának jelentős kiegyensúlyozatlanságához vagy ferdüléséhez vezetett. A Canadian Broadcasting Corporation beszámolója szerint Kínában 32 millió és 36 millió között van a többlet-férfiak száma, mint ami természetes módon várható lenne, és ez társadalmi problémákhoz vezetett. "Mivel hagyományosan a fiúgyermekeket részesítik előnyben a lányokkal szemben, az egygyermekes politikát gyakran említik Kína ferde nemi arányának okaként [...] Még a kormány is elismeri a problémát, és aggodalmát fejezte ki a több tízmillió fiatal férfi miatt, akik nem fognak tudni menyasszonyt találni, és esetleg nőrabláshoz, szexkereskedelemhez, a bűnözés más formáihoz vagy társadalmi zavargásokhoz fordulhatnak." A helyzet a közeljövőben sem fog javulni. A Kínai Társadalomtudományi Akadémia szerint 2020-ra 24 millióval több férfi lesz a házasulandó korú nőknél.
Ahogy a fiúgyermekek előnyben részesítése miatt bekövetkező nemek közötti szakadék egyre szembetűnőbbé vált, a politika a lányokkal járó előnyök népszerűsítésére helyezte át a figyelmét. Kína vidéki, elszigetelt régióiban a kormányzat a lányt vállaló családoknak nagyobb hozzáférést biztosít az oktatáshoz és más erőforrásokhoz, például munkalehetőségekhez a szülők számára, hogy ösztönözze azt az elképzelést, hogy a lányvállalás a családra is pozitív hatással van.

### Oktatás
Az egygyermekes politika hatása a női oktatásra nem ismert. A kutatók azonban kimutatták, hogy a szigorúbb termékenységi politika magasabb női iskolázottságot indukálna. Az egygyermekes politika előtt a nők nagyjából 30 százaléka vett részt felsőoktatásban, míg 1990 és 1992 között a felsőoktatásban tanulók 50 százaléka nő volt. A nők magasabb részvételi aránya az oktatásban a férfi testvérek hiányának tulajdonítható. Ennek eredményeként a családok az egyetlen női gyermekükbe fektettek be. A Journal of Economic Perspectives szerint "a meglévő tanulmányok az egygyermekes politika által kiváltott termékenységi változásnak a gyermekek oktatására gyakorolt hatását vagy szerénynek, vagy minimálisnak mutatják".

### Örökbefogadás és elhagyás

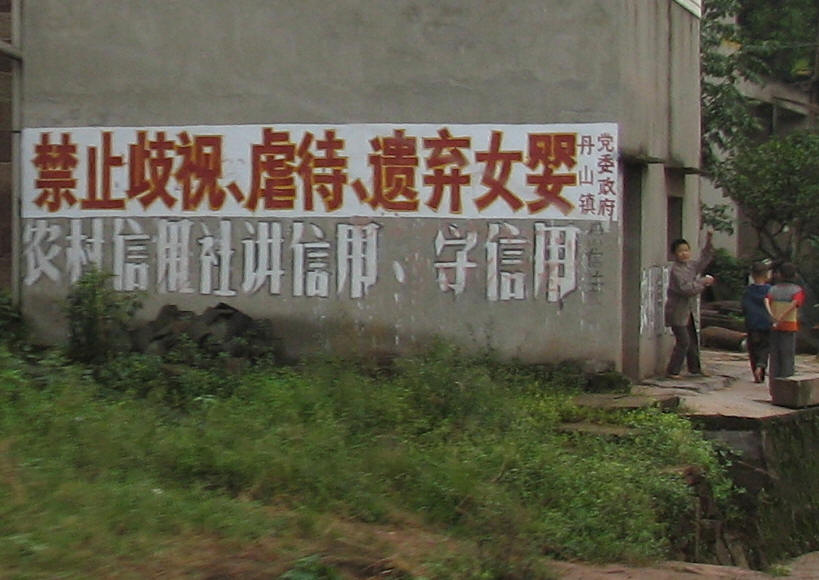
Egy útmenti tábla a vidéki Szecsuánban: „Tilos a kislányok hátrányos megkülönböztetése, bántalmazása vagy elhagyása!”

Azon szülők számára, akik "engedély nélkül" szültek, vagy akik fiút szerettek volna, de lányuk született, a gyermekük örökbeadásra való átadása volt az egyik stratégia, hogy elkerüljék az egygyermekes korlátozások szerinti büntetéseket. Sok család el is rejtette illegális gyermekét, hogy a kormány ne büntesse őket. Valójában az "out adoptálás" már a születéstervezés előtt sem volt ritka Kínában. Az 1980-as években az úgynevezett "eltűnt lányok" valamivel több mint felét a leányok örökbefogadásai tették ki, mivel a népszámlálásokon és felméréseken gyakran nem jelentették be az out-örökbefogadott leányokat, míg az örökbefogadó szülőket nem büntették a születési kvóta megsértéséért. 1991-ben azonban egy központi rendelet megpróbálta bezárni ezt a kiskaput azzal, hogy megemelte a büntetéseket, és minden olyan háztartásra kivetette őket, amelynek "nem engedélyezett" gyermeke volt, beleértve azokat is, amelyeknek örökbefogadott gyermekeik voltak. A büntetéseket azonban a központi rendelet megkísérelte megszüntetni. Az örökbefogadási kiskapu bezárása mintegy kétmillió kínai gyermek elhagyását eredményezte, akiknek többsége lány volt; sokan közülük árvaházakban végezték, közülük körülbelül 120 000-et külföldről érkező szülők fogadtak örökbe.
Az elhagyási hullám csúcspontja az 1990-es években volt, 2000 után egy kisebb hullám következett be. Ezzel egy időben az egyes állami árvaházakban tapasztalható rossz ellátás és a magas halálozási arány intenzív nemzetközi nyomást gyakorolt a reformokra.
2005 után a nemzetközi örökbefogadások száma csökkent, ami egyrészt a csökkenő születési arányszámoknak, másrészt a kínai szülők által maguk részéről az örökbefogadások iránti kereslet ezzel összefüggő növekedésének tudható be. A National Public Radio-nak 2015. október 30-án adott interjújában Adam Pertman, a National Center on Adoption and Permanency elnök-vezérigazgatója jelezte, hogy "az elmúlt évek csecsemőlányai, ha úgy tetszik, már öt-hét éve nem állnak rendelkezésre. Kína ... megpróbálta a lányokat az országon belül tartani ... És ennek az a következménye, hogy ma már nem azok a fiatal lányok, akik korábban elérhetőek voltak - elsősorban lányok -, hanem idősebb gyermekek, speciális szükségletű gyermekek, testvércsoportokban élő gyermekek. Ez nagyon, nagyon más.".